# 1195년

## 연호
- 남송(南宋) 경원(慶元) 원년
- 금(金) 명창(明昌) 6년
- 일본(日本) 겐큐(建久) 6년
- 서하(西夏) 천경(天慶) 2년
- 리 왕조(李朝) 티엔뜨자투이(天資嘉瑞) 10년

## 기년
- 남송(南宋) 영종(寧宗) 원년
- 금(金) 장종(章宗) 6년
- 고려(高麗) 명종(明宗) 25년
- 서하(西夏) 환종(桓宗) 2년
- 리 왕조(李朝) 고종(高宗) 20년

## 사망
- 고려(高麗)의 왕후(王后) 복창원주(福昌院主)
- 고려의 내시 김찬